# Ceratopogon barbibes
Ceratopogon barbibes är en tvåvingeart som först beskrevs av Gimmerthal 1846.  Ceratopogon barbibes ingår i släktet Ceratopogon och familjen svidknott. Inga underarter finns listade i Catalogue of Life.